# Taeniophora monstrum
Taeniophora monstrum är en insektsart som först beskrevs av Burr 1899.  Taeniophora monstrum ingår i släktet Taeniophora och familjen Romaleidae. Inga underarter finns listade i Catalogue of Life.